# Урядники Великого князівства Литовського
Урядники Великого князівства Литовського — посадові особи (чиновники) в органах державної влади (уряду) ВКЛ. Існували урядники земські (державні) та придворні. Земські урядники могли бути центральними і місцевими, адміністративними та судовими. Деякі посади центральних і місцевих урядників були почесними — не пов'язаними з виконанням певних функцій.
До 1569 року головні посади (маршалки великий і дворний, гетьман великий, підскарбій земський, канцлер, підканцлер, воєводи, каштеляни, староста жемайтійський) давали доступ в Раду ВКЛ. З 1569 року вищі урядники ВКЛ (маршалки великий і дворний, підскарбій земський, канцлер, підканцлер, воєводи, каштеляни і староста жемайтійський) входили в Сенат Речі Посполитої. Посадові особи, які не входили до складу Сенату, називалися дігністарії (диґнітарії).
Урядники призначалися або затверджувалися королем (великим князем), воєводами або старостами із запропонованих кандидатів. Посади були довічними, але статут 1588 року забороняв одночасне заняття більше однієї посади, або займати одночасно адміністративну та судову. Проте траплялися й винятки. Також, Статут встановлював підвищену відповідальність за злочини проти посадових осіб, які перебувають при виконанні обов'язків.
У містах були війти, райці, лавники і, бурмістри й інші, причому ці посади, як правило, були виборними. Порядок заняття посад в містах в основному регулювався нормами  магдебурзького права.

## Земські урядники

### Центральні (земські) урядники
- Віце-інстигатор
- Войський
- Генерал артилерії
- Гетьмани великий та польний
- Інстигатор
- Великий канцлер
- Ловчий
- Маршалок великий литовський
- Мостовничий
- Мірник
- Мечник
- Обозні великий і польний
- Підкоморій
- Підканцлер
- Підскарбій
- Писарі великий, декретовий, польний, скарбничий
- Поштмейстер
- регенти канцелярії великої і малої
- референдарі духовний і світський
- секретарі великі духовний і світський
- Спижарний
- Стражники великий і польний
- Хорунжий великий
- Ландвойт

### Місцеві урядники
- Воєвода
- Віленський каштелян
- Войський
- Городничий
- Каштелян
- Маршалок
- Мечник
- Підстолій
- Підчаший
- Староста
- Стольник
- Хорунжий
- Чашник
- Війт
- Ландвійт

## Придворні урядники
У деяких випадках придворні посадові особи виконували і загальнодержавні функції.
- Маршалок Дворний
- Підскарбій Дворний
- Ловчий Дворний
- Конюший
- Кухмістр
- Крайчий
- Підконюший
- Підстолій
- Пивничий
- Стольник
- Чашник

## Судові урядники
- Маршалок
- Підкоморій
- Суддя
- Підсудок
- Виж
- Возний
- Коморник
- Ландвійт